# Ferrovia Trieste Campo Marzio-Trieste Aquilinia
La ferrovia Trieste Campo Marzio-Trieste Aquilinia è una linea ferroviaria italiana, della lunghezza di circa 6 km, gestita da RFI.
La linea è chiusa al traffico viaggiatori e svolge solo servizio merci per tutta la sua interezza. La circolazione avviene in regime di manovra mediante tradotte.
Negli anni 2000 il traffico merci è progressivamente diminuito e dal 2012 è completamente cessato, per essere successivamente riaperto nel settembre del 2021 in occasione della costruzione della nuova piattaforma Francesco Parisi del porto di Trieste.
È in fase di ristrutturazione la riapertura del raccordo Wärtsilä al servizio del piazzale di "retroporto" recentemente costituito su parte dell'area di questo stabilimento.
La tratta tra lo scablo per la linea di cintura e la galleria di Servola ha i due binari su livelli sfasati, per questo i singoli binari vengono denominati "linea alta" e "linea bassa".

## Percorso
La ferrovia nasce all'altezza dell'ex gruppo scambi San Marco all'interno della galleria di circonvallazione per poi dirigersi parallelamente alla Via Italo Svevo, al disotto del viadotto della strada statale 202 Triestina (ex GVT). I binari hanno livelli sfasati; a questo puto si arriva alla stazione di Trieste Scalo Legnami, dalla quale nei pressi si diramano raccordi ad uso industriale per lo Scalo Legnami e la piattaforma Parisi (solo dalla linea bassa); entra dunque in galleria al disotto del colle di Servola, per poi uscire sul piazzale dell'omonima stazione, a nord dell'ex ferriera.
Continuando verso sud si avvicina allo stadio comunale Nereo Rocco, per poi entrare in galleria al disotto del rione di Giarizzole. Entra successivamente nel gruppo scambi della stazione di Aquilinia, dalla quale si dirama la linea per la grandi motori. Prosegue verso sud parallelamente alla Via Flavia (già classificata come strada statale 15), per poi superarla su un ponte alla fine dell'abitato di Trieste ed entrare in due gallerie: la prima passa sotto Aquilinia e la seconda sotto Zaule, per poi continuare lungo l'autostrada Sistiana-Rabuiese ed il rio Ospo per terminare alla stazione di Valle delle Noghere.

## Caratteristiche
La linea inizia dalla stazione di Trieste Campo Marzio Smistamento al disotto del viadotto della SS 202 e attraversa la parte meridionale di Trieste seguendo la conformazione della costa fino a raggiungere la stazione di Trieste Aquilinia. La linea è a singolo binario ed elettrificata fino a Trieste Aquilinia.
Dalla stazione di Aquilinia il binario prosegue con una serie di raccordi industriali, di proprietà dell'Ente Zona Industriale di Trieste (EZIT) fino a Valle delle Noghere. Questi ultimi sono attualmente inagibili poiché le gallerie di Zaule ed Aquilinia hanno avuto cedimenti strutturali sulle volte, mentre tra la Strada delle Saline e Valle delle Noghere il materiale rotabile è stato fortemente danneggiato dalle radici; dunque la tratta tra la stazione di Aquilinia e Valle delle Noghere non è percorribile.
| Unknown route-map component "exKBHFa" |

|  | Unknown route-map component "exABZg+l" | Unknown route-map component "exCONTfq" |

| Unknown route-map component "KDSTxa" |

| Unknown route-map component "KDSTaq" | Unknown route-map component "ABZgr" |  |

|  | Unknown route-map component "ABZgl" | Unknown route-map component "CONTfq" |

|  | Unknown route-map component "ABZgl" | Unknown route-map component "CONTfq" |

|  | Unknown route-map component "ABZg2" | Unknown route-map component "STRc3" |

| Unknown route-map component "+c" | Unknown route-map component "STR+c1" | Unknown route-map component "ABZ+4l" | Unknown route-map component "cCONTfq" |

|  | Non-passenger station/depot on track | Unknown route-map component "tSTRa" |

|  | Unknown route-map component "STR+c2" | Unknown route-map component "tSTR3e" |

|  | Unknown route-map component "ABZg+1" | Unknown route-map component "STRc4" |

| Non-passenger station/depot on track |

| Unknown route-map component "exCONTgq" | Unknown route-map component "eABZgr" |  |

| Unknown route-map component "CONTgq" | Unknown route-map component "ABZgr" |  |

| Unknown route-map component "exCONTgq" | Unknown route-map component "eABZg+r" |  |

| Enter and exit tunnel |

| Non-passenger station/depot on track |

| Unknown route-map component "eDST" |

|  | Unknown route-map component "xABZgl" | Unknown route-map component "CONTfq" |

| Unknown route-map component "exCONTgq" | Unknown route-map component "exABZgr" |  |

| Unknown route-map component "exSKRZ-G2o" |

| Unknown route-map component "exTUNNEL1" |

| Unknown route-map component "exKDSTe" |

| Continuation backward |

| Non-passenger station/depot on track |

| Unknown route-map component "exSTRc2" | Unknown route-map component "eABZg3" |  |

| Unknown route-map component "c" | Unknown route-map component "exSTR+1" | Unknown route-map component "exSTRc4" + Unknown route-map component "ABZgl" | Unknown route-map component "eABZq+l" | Unknown route-map component "cCONTfq" |

| Unknown route-map component "c" | Unknown route-map component "exSTRl" | Unknown route-map component "eKRZ" | Unknown route-map component "exKRZo" | Unknown route-map component "excCONTfq" |

|  | Unknown route-map component "eKRWg+l" | Unknown route-map component "exKRWr" |

| Non-passenger station/depot on track |

|  | Non-passenger end station |